# Baatarsüchiin Tschindsorig
Baatarsüchiin Tschindsorig (mongolisch Баатарсүхийн Чинзориг, englisch Baatarsükhiin Chinzorig; * 21. September 1991 in Ulaanbaatar) ist ein mongolischer Boxer. Er nahm an internationalen Turnieren im Halbweltergewicht teil.

## Sport
Baatarsüchiin Tschindsorig trat bei den Olympischen Sommerspielen 2016 in Rio de Janeiro an. Dort schied er jedoch im zweiten Kampf im Halbweltergewichtsturnier aus. Bei den Asienspielen 2018 in Jakarta gewann er Silber. Darüber hinaus wurde er 2021 Asienmeister und gewann bei den Asienspielen 2022 in Hangzhou die Goldmedaille.
Am 4. Oktober 2023 wurde Tschindsorig positiv auf Metandienon getestet, eine verbotene Substanz der Liste der Welt-Anti-Doping-Agentur (WADA). Er wurde von D. Batsuren trainiert.